# Hospital Dr. Víctor Ríos Ruiz
El Hospital Dr. Víctor Ríos Ruiz es un recinto hospitalario de alta complejidad perteneciente al Servicio de Salud Biobío, ubicado en la ciudad de Los Ángeles, Chile. Por sus dimensiones y prestaciones, el hospital recibe a los pacientes derivados de los centros de salud de menor complejidad de la ciudad y de toda la provincia del Biobío. 

## Historia

### sigloXIX
Los antecedentes del actual hospital se encuentran en el levantamiento de un hospital militar de emergencia en 1842, de pequeñas dimensiones, con un nivel de infraestructura muy precaria y atención básica, debido a la destrucción de gran parte de la ciudad por el terremoto de Concepción de 1835, en una época donde el adobe era uno de los principales materiales de construcción. En 1864, la provincia era la única del país que no contaba con un hospital propiamente tal, por lo que comenzaron las gestiones a nivel político local al año siguiente, para instar al gobierno central, dirigido por el presidente José Joaquín Pérez, a la construcción del «Hospital de la Caridad», contiguo a la edificación militar y que pretendía atender a los más desposeídos de la ciudad, siendo fundado en 1867 y contó con el patrocinio de la Municipalidad. Su primer director fue el practicante de medicina, Ceferino Castro, hasta la llegada del primer médico titulado en 1870, el Dr. Ramón Islas. En un comienzo, por causa de la falta de personal médico, la atención de los pacientes era realizada en su mayoría por monjas de la Orden de Nuestra Señora de la Caridad, las cuales permanecieron en el hospital hasta 1985, entre las que destaca la labor de «Sor Vicenta», figura ilustre por su trabajo con los enfermos y niñas huérfanas de la ciudad.
Posteriormente, este centro de salud fue renombrado en 1876 como Hospital San Sebastián y tiempo después pasó a depender de la junta de beneficencia de la ciudad.

### sigloXX
A partir del siglo XX y de la mano con el crecimiento demográfico de la ciudad, al aumentar la demanda el hospital comenzó a presentar falencias de infraestructura para atender a todos los pacientes, por lo que en 1924, la comunidad española residente en la comuna organizada en el Centro Español de Los Ángeles, donó la sala de atención pediátrica, para atenderlos de manera separada a los adultos; mientras que en 1930, se creó una nueva sala de urgencias de mayores dimensiones y separada de la atención ambulatoria.
El terremoto de 1939 dejó al hospital con graves daños, por lo que la Sociedad Médica de Los Ángeles solicitó a la junta a construir un nuevo hospital, que se inauguró finalmente en 1953.
La capilla del Hospital San Sebastián, ubicada dentro de sus dependencias, es un templo de culto católico que fue declarado como Monumento Nacional en 1989.